# Émile Ignat
Émile Ignat (* 21. März 1909 in Coye-la-Forêt; † 28. Juni 1981 in Clichy) war ein französischer Radrennfahrer.

## Sportliche Laufbahn
Ignat war im Bahnradsport und im Straßenradsport aktiv. Von 1932 bis 1951 war er Unabhängiger und Berufsfahrer. Im Grand Prix Wolber 1932 konnte er eine Etappe gewinnen. 1936 gewann er das Eintagesrennen Paris–Caen. In der Tour de France 1937 war er ausgeschieden.
Später konzentrierte er sich auf den Bahnradsport, insbesondere auf das Zweier-Mannschaftsfahren. Er gewann die Sechstagerennen in Chicago 1936 und 1937 (mit Émile Diot), in Buenos Aires 1946 (mit Gilbert Doré).
In Paris gewann er 1940 den renommierten Prix Dupré-Lapize mit Jacques Girard, den Prix de l’Ouverture mit Jean Goujon und den Prix Goullet-Fogler ebenfalls mit Goujon. 1944 war er erneut im Prix Dupré-Lapize mit Robert Chapatte erfolgreich.